# 波尔塔莱格里
波尔塔莱格里是巴西北大河州的一个市镇。总面积110.052平方公里，总人口7034人，人口密度63.9人/平方公里。